# Lurdes Font Puigcernal
Lurdes Font Puigcernal, femme politique andorrane, née le 12 septembre 1962. Elle est vice-présidente du groupe parlementaire Centre démocratique andorran. Elle est élue au conseil général de 2005 à 2009.